# За близък бой
Значката „За близък бой“ (на немски: Nahkampfspange) е немска военна награда. Учредена е от Адолф Хитлер на 25 ноември 1942 г. С нея са награждавани войници взели участие в ожесточени близки или ръкопашни боеве. Голяма част от наградените са пехотинци, но наградата не е ограничена само до този тип войски.

## Разновидности и критерии
Тази награда учредена в три разновидности:
- Бронзова (1-ва степен) – за 15 дни участие в близки или ръкопашни боеве.
- Сребърна (2-ра степен) – за 30 дни участие в близки или ръкопашни боеве.
- Златна (3-та степен) – за 50 дни участие в близки или ръкопашни боеве.

Общият брой дни може да бъде събран по време на бойната служба. Натрупаните дни се отбелязват в досието на войника до достигане на необходимия брой.
С учредяването на наградата е представена кредитна система:
- 8 месеца активна служба се равняват на 5 дни участие в близки или ръкопашни боеве.
- 12 месеца активна служба се равняват на 10 дни участие в близки или ръкопашни боеве.
- 18 месеца активна служба се равняват на 15 дни участие в близки или ръкопашни боеве.

По този начин щом наградата е учредена войниците, които са на служба от 1940 г. автоматично се квалифицират за бронзова значка. Получаването на наградата обикновено е оторизирано на ниво командир на полк или по-високо.
Хитлер счита значката за най-високото пехотно постижение и си запазва правото да носи златната разновидност. Бронзовата разновидност често е връчвана с Железен кръст 2-ра степен, ако той вече не е притежание на наградения. Когато е уместно сребърната разновидност е връчвана с Железен кръст 1-ва степен. Златната разновидност обикновено, но не винаги, е връчвана със златен Германски кръст. Произведени са едва около 600 награди от последния вид.

## Дизайн
Значката е с дължина 9,7 cm и височина 2,6 cm. В центъра се намира квадратен мотив ограден с дъбови листа. В горната му част е разположен орел с разперени криле, а под него свастика. Под тях се намират кръстосани байонет и граната. От двете страни на квадратния мотив излизат дъбови листа обсипани със слънчеви лъчи. В задната част е разположена и безопасната игла за прикрепяне към лявата част на униформата. Там е поставена и боядисана в черно плочка, чиято цел е да подчертае централния мотив. С напредването на войната плочката е премахната, а фона става част от значката. В задната част се намира и името на производителя.
Първоначално значките са изработвани от Томбак (сплав от мед и цинк), но по-късната и по-голяма част от произведените са изработени от нискокачествен цинк и бързо губят покритието си. Изработена е и специална версия от позлатен Томбак. При нея централната плочка е закрепена с нит, а над него на ръба на мотива има малка закрепваща кука. Тази версия няма надпис на производителя, но се предполага че са произвеждани от C.E.Juncker в Берлин. Предполага се, че тази специална версия е за лично наградени от Адолф Хитлер или Хайнрих Химлер по време на две специални церемонии в Улм през 1945 г. Освен тази версия наградените получават и по една стандартна версия. Кореспонденция с получилите я разкрива, че в поне един от случаите това не е така.
Бронзовите и сребърните разновидности обикновено се получават в малки книжни пакети или картонени кутии. Златната е връчвана в специална кутия с дъно покрито с черно кадифе и бял сатенена подплата на капака.
През 1957 г. наградата е въведена отново. Премахнати са единствено орела и свастиката от централния мотив.